# Смельский, Сергей Елеазарович
Сергей Елеазарович Смельский  (1838 — 9 декабря 1918) — русский военный, затем — придворный чиновник; генерал-лейтенант в отставке (1896), тайный советник (1899), гофмейстер.

## Биография
Родился в семье статского советника, доктора при дворце великого князя Михаила Павловича, будущего тайного советника Е. Н. Смельского; братья: действительные статские советники — Н. Е. Смельский и А. Е. Смельский
В службе и в офицерском чине с 1856 года после окончания Николаевского кавалерийского училища. В 1872 году произведён в полковники, штаб-офицер для поручений при начальнике Главного штаба. Участвовал в Русско-турецкой войне.
30 августа 1882 года был произведён в генерал-майоры и зачислен в запас гвардейской пехоты с прикомандированием к Главному штабу. В 1896 году произведён в генерал-лейтенанты с увольнением в отставку. С 1899 года на придворной службе с переименованием в тайные советники и производством в гофмейстеры. Состоял в этих чинах до конца жизни.
С 1913 года член Совета Министерства двора Российской империи. Был награждён всеми российскими орденами вплоть до ордена Святого Александра Невского пожалованного ему 14 апреля 1913 года.
Скончался в Петрограде от истощения 9 декабря 1918 года.